# ريتشارد رينالدي
ريتشارد رينالدي (بالإنجليزية: Richard Rinaldi)‏ مواليد 3 أغسطس 1949 في بكبسي، هو لاعب كرة سلة أمريكي سابق. بدأ مسيرته الاحترافية في سنة 1971. تم اختياره من قبل فريق واشنطن ويزاردز خلال الدرافت. يبلغ طوله 6 قدم 3 بوصة (1.9 م). اعتزل اللعب في 1974. لعب مع واشنطن ويزاردز وبروكلين نتس.

## روابط خارجية
- ريتشارد رينالدي على موقع إن بي أي (الإنجليزية)
- ريتشارد رينالدي على موقع سبورتس رفرنس (الإنجليزية)
- ريتشارد رينالدي على موقع كلية كرة السلة في سبورتس رفرنس.كوم (الإنجليزية)
- ريتشارد رينالدي على موقع ريلجم (الإنجليزية)
- ريتشارد رينالدي على موقع بروبوليرز (الإنجليزية)